# Uwe Corsepius
Uwe Corsepius (* 9. August 1960 in Berlin) war 2015 bis 2022 Leiter der Europaabteilung im Bundeskanzleramt. Zuvor war er seit dem 26. Juni 2011 Generalsekretär des wichtigsten Legislativorgans der Europäischen Union, des Ministerrats. Corsepius wird im EU-Jargon auch als deutscher Sherpa bezeichnet und gilt als Vater der Berliner Erklärung.

## Biografie
Corsepius studierte Betriebswirtschaftslehre an der Universität Erlangen-Nürnberg und gilt als Schüler Horst Steinmanns. 1984 bestand Corsepius das Examen als Diplom-Kaufmann und wurde 1989 am Kieler Institut für Weltwirtschaft promoviert. 1990 wurde er Beamter im Bundesministerium für Wirtschaft und Arbeit. Seit 1992 war er Mitarbeiter beim Internationalen Währungsfonds in Washington. Ab 1994 war er Beamter im Bundeskanzleramt, zunächst unter Helmut Kohl, dann unter Gerhard Schröder. Unter Bundeskanzlerin Angela Merkel wurde er Leiter der Abteilung 5 (Europapolitik) und koordinierte inoffiziell die deutsche Europapolitik. Seit 2006 hat er den Rang eines Ministerialdirektors.
Im Februar 2011 wurde Corsepius Nachfolger des Abteilungsleiters Wirtschafts- und Finanzpolitik Jens Weidmann, der neuer Bundesbank-Präsident wurde. Nachfolger von Corsepius als Leiter der Europaabteilung im Bundeskanzleramt wurde Nikolaus Meyer-Landrut. Meyer-Landrut wechselte im Sommer 2015 als Botschafter an die Deutsche Botschaft in Paris, und Corsepius kehrte nach Berlin zurück.
Schon Ende 2009 wurde Corsepius unter den Staats- und Regierungschefs (Europäischer Rat) zum neuen Generalsekretär des Rates der Europäischen Union bestimmt. Er trat 2011 die Nachfolge des Franzosen Pierre de Boissieu an. Der Spiegel bezeichnete den Deutschen als schroff; er werde in Brüssel kritisch gesehen, da er „wenig Gespür für die Interessen und Bedürfnisse der anderen“ habe. Da bereits Klaus Welle Generalsekretär des Europäischen Parlaments ist, standen 2011 zwei Deutsche in der Verwaltung der beiden Gesetzgebungskammern der EU vor.
Corsepius gehört zu den 89 Personen aus der Europäischen Union, gegen die Russland im Mai 2015 ein Einreiseverbot verhängte.
Corsepius ist verheiratet und hat zwei Kinder.